# Callohispa
Callohispa is een geslacht van kevers uit de familie bladkevers (Chrysomelidae).
De wetenschappelijke naam van het geslacht werd in 1960 gepubliceerd door Uhmann.

## Soorten
- Callohispa mirifica Uhmann, 1960